# Martín Zúñiga
Martín Roberto Zúñiga Hernández (Tampico, Tamaulipas; 6 de agosto de 1970), más conocido como El Pulpo Zúñiga, es un exfutbolista mexicano, jugaba en la posición de portero. 

## Trayectoria profesional
Debutó en la campaña 1992-93, el 13 de marzo de 1993, con los Tigres de la UANL en un partido contra el Deportivo Toluca. Para la temporada 1995-96 pasa a las filas del Club Deportivo Guadalajara donde sería campeón en el Verano 97, además de obtener un subcampeonato en el invierno del año 1998.
Martín formó parte de la selección nacional de México que participó en la Copa América de Bolivia 97 y donde México obtuvo el tercer lugar.
Después de 7 temporadas en las Chivas Rayadas de Guadalajara, es vendido al Atlético Celaya donde jugaría 1 temporada, en el 2000 regresa a la ciudad de Guadalajara, pero esta vez con los Tecos de la UAG cumpliendo con una destacada participación hasta el año 2001, para posteriormente regresar al Rebaño Sagrado para la temporada Verano 2002
Más tarde Martín sería cedido al Puebla FC en el Clausura 2003, siendo titular indiscutible y pieza fundamental para que el equipo de la franja lograra salvarse del descenso. Para el Apertura 2003 va a los Tiburones Rojos de Veracruz siendo requerido por Daniel Guzmán y donde más tarde sufriría una desafortunada lesión de ligamento cruzado en la rodilla izquierda.
En la última etapa de su carrera fue contratado para jugar con Chivas USA, donde posteriormente decidiría retirarse del fútbol profesional como jugador activo.
Como dato curioso en un Clásico contra América en 1996 realizado en Los Ángeles, detuvo cuatro penales y Guadalajara venció 3-1 al América.
Actualmente Martín "El Pulpo" Zúñiga es comentarista de Fox Sport, además, de ser Embajador de la MLS para la Zona Oeste.
Clubes como jugador
- Tigres UANL 1992-1995
- Guadalajara 1995-1999
- Celaya 1999-2000
- Tecos UAG 2000-2001
- Guadalajara 2002
- Puebla 2003
- Veracruz 2004
- Chivas USA 2005

## Selección nacional

### Participaciones en Copa América
| Copa              | Sede    | Resultado    |
| ----------------- | ------- | ------------ |
| Copa América 1997 | Bolivia | Tercer lugar |